# 東京マリーゴールド
『東京マリーゴールド』（とうきょうマリーゴールド）は、2001年公開の日本映画。
林真理子の小説「一年ののち」（『東京小説』収録）を基に市川準監督自身が脚色し、撮影は小林達比古が担当した。主演は田中麗奈。ほんだし発売30周年記念映画。
2004年第6回ファーイースト映画祭招待作品。

## ストーリー
21歳のエリコは彼と別れたばかり。ある日、恋人がアメリカに留学中という男・タムラと合コンで出会った彼女は、「恋人が帰ってくるまでの１年間だけでいいからつきあって」と、期限つきの交際を始める。

## キャスト
- 酒井エリコ：田中麗奈
- タムラヒロシ：小澤征悦
- 酒井律子：樹木希林
- 宮下先輩：斉藤陽一郎
- 邦夫：寺尾聰
- 若い女優：石田ひかり
- 吉村カナコ：小林沙世子
- ナカムラマユミ：長素我部蓉子
- アキ：渡辺香奈
- ミナヨ：三輪明日美
- 小池：辻脩人
- ミナヨの友人：小野麻亜矢
- 高木：菅原加織
- ホタル：螢

## スタッフ
- 監督・脚本：市川準
- 原作：林真理子「一年ののち」（『東京小説』収録）
- 撮影：小林達比古
- 美術：間野重雄
- 編集：三條知生
- 音楽：周防義和
- 音楽プロデューサー：丸山修
- 照明：中須岳士
- 録音：橋本泰夫
- スタイリスト：下田眞知子
- スプリクター：黒河由美
- 歌：スーザン・オズボーン
- 製作：塩原徹、小林栄太朗、横濱豊行ほか
- プロデューサー：福山亮一、若尾一彦、石関克巳
- 協力プロデューサー：川崎隆、増田悟司
- 企画：遠谷信幸、立林茂之、牛山拓二
- 企画協力：大久保裕一、田中章弘
- 制作担当：毛利達也

## 受賞歴
- 第16回高崎映画祭最優秀主演女優賞（田中麗奈）